# Midrach Oz
Midrach Oz (hebr. מדרך עוז; ang. Midrakh Oz) – moszaw położony w Samorządzie Regionu Megiddo, w Dystrykcie Północnym, w Izraelu.

## Położenie
Moszaw Midrach Oz jest położony na wysokości od 110 do 140 metrów n.p.m. w niewielkiej wadi u podnóża płaskowyżu Wyżyny Manassesa. Wyjście z tej doliny znajduje się na zachodnim skraju Doliny Jezreel na północy Izraela. Tutejszy teren łagodnie opada w kierunku północno-wschodnim do intensywnie eksploatowanej rolniczo Doliny Jezreel, natomiast na pozostałych stronach wznoszą się zalesione wzgórza. Po stronie południowej są Giwat Eszmar (180 m n.p.m.) i Tell Bar (178 m n.p.m.). Wzdłuż północnego skraju moszawu przepływa strumień Midrach, a na południu strumień Slaw (spływają one w kierunku północno-wschodnim do rzeki Kiszon). W otoczeniu moszawu Midrach Oz znajdują się miejscowości Ma’ale Iron i Basma, kibuce Miszmar ha-Emek, Megiddo, Galed i En ha-Szofet, oraz moszawy Kefar Baruch i Ha-Jogew. Na północ od moszawu jest baza lotnicza Ramat Dawid, a na wschodzie port lotniczy Megiddo. Na zachodzie są tereny szkoleniowe bazy szkoleniowa Gadna Dżo’ara.
Midrach Oz jest położony w Samorządzie Regionu Megiddo, w Poddystrykcie Jezreel, w Dystrykcie Północnym Izraela.

## Historia
Pierwotnie w okolicy tej znajdowały się arabskie wioski al-Ghubaja al-Fauka i al-Mansi. Po I wojnie światowej w 1918 roku cała Palestyna przeszła pod panowanie Brytyjczyków, który w 1921 roku utworzyli Brytyjski Mandat Palestyny. Umożliwiło to rozwój osadnictwa żydowskiego w Palestynie. W takich okolicznościach, w latach 30. XX wieku żydowskie organizacje syjonistyczne wykupiły znaczne ilości gruntów w Dolinie Jezreel. W takich okolicznościach, w sąsiedztwie tutejszych wiosek arabskich powstał w 1925 roku żydowski kibuc Miszmar ha-Emek. Wszystko to powodowało wzrost napięć społecznych w regionie. Podczas II wojny światowej Brytyjczycy utworzyli w Dolinie Jezreel kilka ważnych baz wojskowych - w 1942 roku na północ od wiosek powstała baza lotnicza RAF Ramat Dawid. Poszukując skutecznego rozwiązania narastającego konfliktu izraelsko-arabskiego w dniu 29 listopada 1947 roku została przyjęta Rezolucja Zgromadzenia Ogólnego ONZ nr 181. Zakładała ona między innymi, że wioski al-Ghubaja al-Fauka i al-Mansi miały znaleźć się w granicach nowo utworzonego państwa żydowskiego. Arabowie odrzucili tę Rezolucję i dzień później doprowadzili do wybuchu wojny domowej w Mandacie Palestyny. Na samym jej początku siły Arabskiej Armii Wyzwoleńczej zajęły pobliskie wioski i sparaliżowały żydowską komunikację w regionie. Następnie, w dniach od 4 do 14 kwietnia 1948 roku w okolicy doszło do bitwy o Miszmar ha-Emek. Siły żydowskiej organizacji paramilitarnej Hagana broniące tego kibucu, najpierw odparły arabski atak, a następnie przeszły do kontrataku i zdobyły szereg wiosek arabskich . W dniu 8 kwietnia 1948 roku została zajęta wioska al-Ghubaja al-Fauka, a 12 kwietnia wioska al-Mansi. Działania I wojny izraelsko-arabskiej w pełni zabezpieczyły Dolinę Jezreel, umożliwiając dalszy rozwój żydowskiego osadnictwa.
W 1949 roku w pobliżu tego miejsca powstał kibuc Megiddo, natomiast w rejonie zniszczonych wiosek arabskich al-Ghubaja al-Fauka i al-Mansi utworzono w 1950 roku przejściowy obóz dla imigrantów (ma’abarot). Stopniowo ewoluował on w stałą osadę, aż w 1952 roku utworzono moszaw Midrach Oz. Początkowo zamieszkało w nim około 100 żydowskich imigrantów z Jemenu. Jego nazwa (pol. Silny Przyczółek) nawiązywała do bohaterskiej obrony w 1948 roku sąsiedniego kibucu Miszmar ha-Emek. W 2008 roku w moszawie wybudowano nowe osiedle mieszkaniowe.

## Demografia
Większość mieszkańców moszawu jest Żydami, jednak nie wszyscy identyfikują się z judaizmem. Tutejsza populacja jest mieszana - świecka i religijna:

## Gospodarka i infrastruktura
Gospodarka moszawu opiera się na intensywnym rolnictwie. W moszawie jest przychodnia zdrowia, sklep wielobranżowy oraz warsztat mechaniczny.

## Transport
Z moszawu wyjeżdża się na północny wschód na drogę nr 66, którą jadąc na północny zachód dojeżdża się do kibucu Miszmar ha-Emek, lub jadąc na południowy wschód dojeżdża się do kibucu Megiddo i skrzyżowania z drogą ekspresową nr 65.

## Edukacja i kultura
Moszaw utrzymuje przedszkole. Starsze dzieci są dowożone do szkoły podstawowej i średniej w kibucu En ha-Szofet. W moszawie znajduje się ośrodek kultury z biblioteką, oraz boiska do koszykówki i piłki nożnej. Jest tu także synagoga i mykwa.

## Turystyka
Największą tutejszą atrakcją turystyczną są położone przy sąsiednim kibucu ruiny starożytnego miasta Megiddo. Całość parku archeologicznego jest chroniona przez Park Narodowy Megiddo, który w 2005 roku został wpisany na listę światowego dziedzictwa kultury UNESCO. Z kibucu można również organizować piesze lub rowerowe wycieczki do położonych na zachodzie wzgórz Wyżyny Manassesa. Obszar całej wyżyny stanowi od 2011 roku rezerwat biosfery UNESCO. Rezerwat biosfery obejmuje obszary zalesione, źródła strumieni, wzgórza wulkaniczne i stanowiska archeologiczne.